# Bangor (Irlandia Północna)
Bangor (gael. Beannchar) – miasto (city) w Wielkiej Brytanii, w Irlandii Północnej. W 2011 miasto to zamieszkiwało 61 011 osób.
W mieście rozwinął się przemysł stoczniowy, elektrotechniczny oraz spożywczy.

## Miasta partnerskie
- Bregencja, Austria
- Virginia Beach, Stany Zjednoczone
- Prüm, Niemcy